# Ataenius lamarensis
Ataenius lamarensis är en skalbaggsart som beskrevs av Zdzisława Stebnicka 2007. Ataenius lamarensis ingår i släktet Ataenius och familjen Aphodiidae. Inga underarter finns listade.